# John Bunyan
John Bunyan (Harrowden, 1628. november 28. – 1688. augusztus 31.) angol vallási író és baptista prédikátor. Leghíresebb műve, A zarándok útja a legismertebb keresztény allegória.

## Élete
Igen szegény, nagy valószínűséggel cigány családban, egy vándor üstfoltozó fiaként született. Keveset (2-4 évet) járt iskolába. Apja mesterségét követve üstfoltozó lett, majd 1644–1647 között a parlamenti hadseregben szolgált, amely I. Károly király ellen harcolt. 1649-ben feleségül vett egy jámbor fiatal nőt, akinek hozománya csupán két könyv volt: Arthur Dent-től a Plain Man's Pathway to Heaven (Az ember útja a mennybe) és Lewis Bayly-től a Practice of Piety (A kegyesség gyakorlása). Ennek a két könyvnek a hatására fordult a vallásos élet felé. Két lánya született, az egyik vakon. 1655-ig, felesége haláláig Elstowban élt, majd Bedfordba költözött. 1659-ben újból megnősült; ebből a házasságából egy lánya és egy fia született.
Grace Abounding (Bővölködő kegyelem) című önéletrajzi könyvében Bunyan úgy ábrázolja önmagát, mint aki fiatalkorában kárhozott életet élt; arra azonban nincs bizonyíték, hogy rosszabb lett volna az átlagnál. Konkrétan világiasságát említi, illetve azt, hogy szeretett táncolni és harangozni. Ahogy fokozatosan tudatára ébredt, hogy mennyire nem a Biblia szerint él, elkezdte megfigyelni a kegyesség hiányát és a világiasságot és ráébredt az innen eredő veszélyekre. Különös kíváncsisággal fordult a megbocsáthatatlan bűn felé, abban a hitben, hogy ő maga is elkövette. Folyamatosan sürgető hangokat hallott és félelmetes látomások kínozták. Hosszas szellemi gyötrődés után kilábalt ebből az állapotból, megtért, és lelkes és tántoríthatatlan hívővé vált. 1653-ban bemerítkezett a Great Ouse folyóba és a baptista egyház tagjává vált. 1655-ben kezdett el prédikálni és ebben kezdettől fogva sikeres volt, de folytatta üstfoltozó mesterségét is.
Bunyan teljesen szembefordult a kvékerek tanításaival és 1656–1657 között több írásos vitába bocsátkozott vezetőikkel. Első támadása a kvéker hit ellen a Some Gospel Truths Opened című műve volt. A kvéker válasz Edward Burroughtól érkezett: The True Faith of the Gospel of Peace. Bunyan viszontválasza Burrough pamfletjére a A Vindication of Some Gospel Truths Opened volt, amelyre Burrough a Truth (the Strongest of All) Witnessed Forth-ot adta ki.

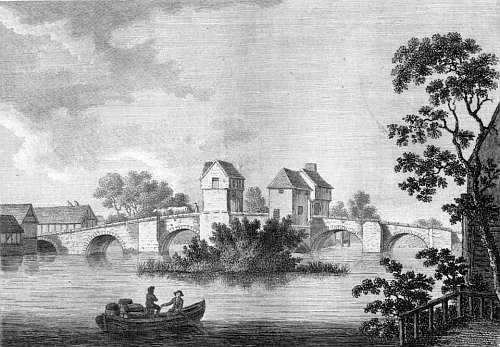
Bedford Old Bridge, a börtönnel, ahol Bunyan raboskodott

1658-ban Bunyant megvádolták engedély nélküli prédikálással. Ennek ellenére tovább folytatta az igehirdetést és csak 1660 novemberében börtönözték be, mivel megszegte azt a rendeletet, hogy a nyilvános istentiszteleteken az anglikán egyház liturgiáját kell olvasni. Először három hónapra ítélték, de mivel nem volt hajlandó elállni a prédikálástól, a büntetése 12 évre hosszabbodott. Ebben az időben fejezte be A zarándok útja című allegorikus regényét. Közben megtanulta a paszománykészítést, hogy a családját anyagilag tudja támogatni. 1672 januárjában szabadult, amikor II. Károly angol király kiadta a vallási türelemről szóló királyi rendeletét, amelyben a disszentereknek megengedte magánösszejövetelek tartását. Ebben a hónapban a bedfordi gyülekezet lelkipásztora lett. 1675 márciusában ismét bebörtönözték prédikálásért (mivel II. Károly visszavonta a vallási türelemről szóló rendeletet), ezúttal a bedfordi városi börtönbe került az Ouse folyó kőhídja mellett. Népszerűsége következtében hat hónap múlva kiszabadult és többet nem is tartóztatták le.
Londonba utazva megfázott és ennek következtében halt meg egy barátja házában, Snow Hillben. A sírja Londonban, a Bunhill Fields temetőben található.

## Munkássága

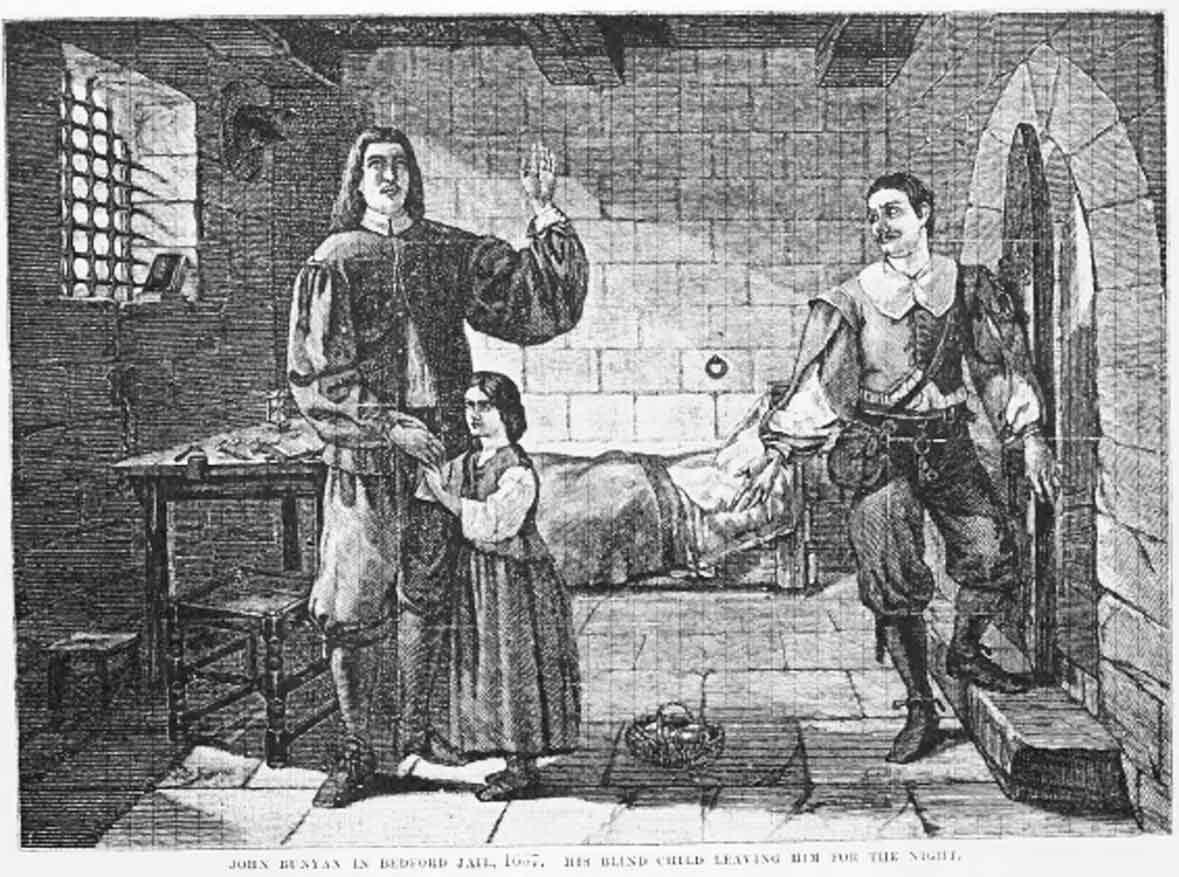
Bunyan a börtönben

Bunyan két részletben írta A zarándok útja című könyvét, az első rész 1678-ban jelent meg Londonban, a második pedig 1684-ben. Valószínűleg az első bebörtönzése idején kezdte el a munkát és a második bebörtönzés alatt fejezte be. A két rész együtt először 1728-ban jelent meg. Egy tévesen Bunyannak tulajdonított harmadik részt 1693-ban adtak ki, és 1852-ben nyomták újra. A teljes cím The Pilgrim's Progress from This World to That Which Is to Come (A zarándok útja a jelenvaló világból az eljövendőbe).
A zarándok útja az egyik legszélesebb körben ismert allegória, és több mint 400 nyelvre fordították le. A protestáns misszionáriusok általában a Biblia után közvetlenül másodikként ezt fordították le. A könyv jeleneteit a templomok üvegablakain ábrázolták, átírták gyermekek számára, kiadták képes változatát, megjelent Braille-írással is.
Bunyan két másik sikeres műve az 1680-ban megjelent The Life and Death of Mr. Badman (Rosszember úr élete és halála) képzeletbeli életrajz, illetve 1682-ből a The Holy War (A szent háború), amelyben allegorikus módon beszéli el a keresztény ember harcát a bűn, a világ és az ördög ellen. Az 1666-ban megjelent Grace Abounding to the chief of sinners (Bővölködő kegyelem a bűnösök közül elsőnek), amely Bunyan belső életét és elhivatását tárja fel, a szellemi önéletrajz klasszikus példája. Saját szellemi útjának ábrázolásában az a szándék vezette, hogy a kegyelem keresztény felfogását dicsőítse és segítsen azoknak, akik hozzá hasonló tapasztalatokon mennek keresztül. Ezek a művek több kiadást értek meg.
Bunyan népszerű prédikátor és termékeny író volt, írásai többnyire kibővített prédikációk.
Nem volt tanult ember, de a Szentírást alaposan ismerte. Nagy hatással volt rá Luther Márton magyarázata a Galatákhoz írt levélhez, amely 1575-ben jelent meg angol fordításban, és amelyről Bunyan azt tartotta, hogy fontos könyv a kísértések között vergődő ember számára.
Nem sokkal azelőtt, hogy végleg szabadon engedték volna a börtönből, Bunyan összetűzésbe keveredett Kiffinnel, Danversszel, Deune-nal, Paullal és másokkal. 1673-ban kiadta Differences in Judgement about Water-Baptism no Bar to Communion („A különbségek a vízkeresztség megítélésében nem jelenthetnek akadályt az Úrvacsorából való részesülésben”) című értekezését, melyben kifejtette álláspontját, hogy „a Krisztus Egyházának nincs joga megtagadni az Úrvacsorát attól a kereszténytől, aki láthatóan hithű, aki az Istentől kapott világosságának megfelelően él.” Annak ellenére, hogy úgy tartotta, „a víz általi keresztelést Isten rendelte el”, nem volt hajlandó „bálványozni a gyakorlatot”, ahogy hite szerint azok tették, akik képesek voltak hithű keresztényeket kiközösíteni, csak mert azok nem részesültek vízkeresztségben.
Kiffin és Paul Serious Reflections („Komoly ellenvetések”, London, 1673) című művükben válaszoltak, és amellett érveltek, hogy az úrvacsorát a megkeresztelt híveknek kell fenntartani. Henry Danvers is egyetértett velük Treatise of Baptism („Értekezés a vízkeresztségről”, London, 1673 vagy 1674) című írásában. A vita odáig fajult, hogy az úgynevezett partikuláris baptisták (akik magukévá tették Kálvin tanítását arról, hogy az üdvösség nem mindenkié, csak a kiválasztottaké) lezáratlanul hagyták a kérdését, hogy részesülhet-e az Úrvacsorából vízzel meg nem keresztelt hívő. Bunyan egyháza befogadta a gyermekkeresztelést vallókat is, és utóbb maga is átvette a gyermekkeresztelés gyakorlatát, az egyházkormányzást tekintve pedig kongregacionalista rendszerben működött a gyülekezetek közötti együttműködés.
Bunyan elsősorban A zarándok útja című könyvéről ismert, amely valószínűleg a legolvasottabb angol nyelvű könyv. A mű értéke az érdekfeszítő cselekmény, melynek során az író olyan jellemeket alkotott, és olyan összeütközéseket és jeleneteket írt le, amelyekben olvasói magukra ismerhettek. Stílusában gyengéd humor váltakozik szívszorító ékesszólással, mindez a szólásokban gazdag, tiszta angol nyelv alapjain. Macaulay szerint „A 17. század végi Angliában összesen két elme akadt, amely kiemelkedő mértékben bírt a képzelőerő képességével. Az egyik ilyen elme alkotta Az elveszett paradicsomot, a másik A zarándok útját.” Bunyan körülbelül 60 könyvet és értekezést írt, ezek közül a második legnépszerűbb A szent háború.

## Művei

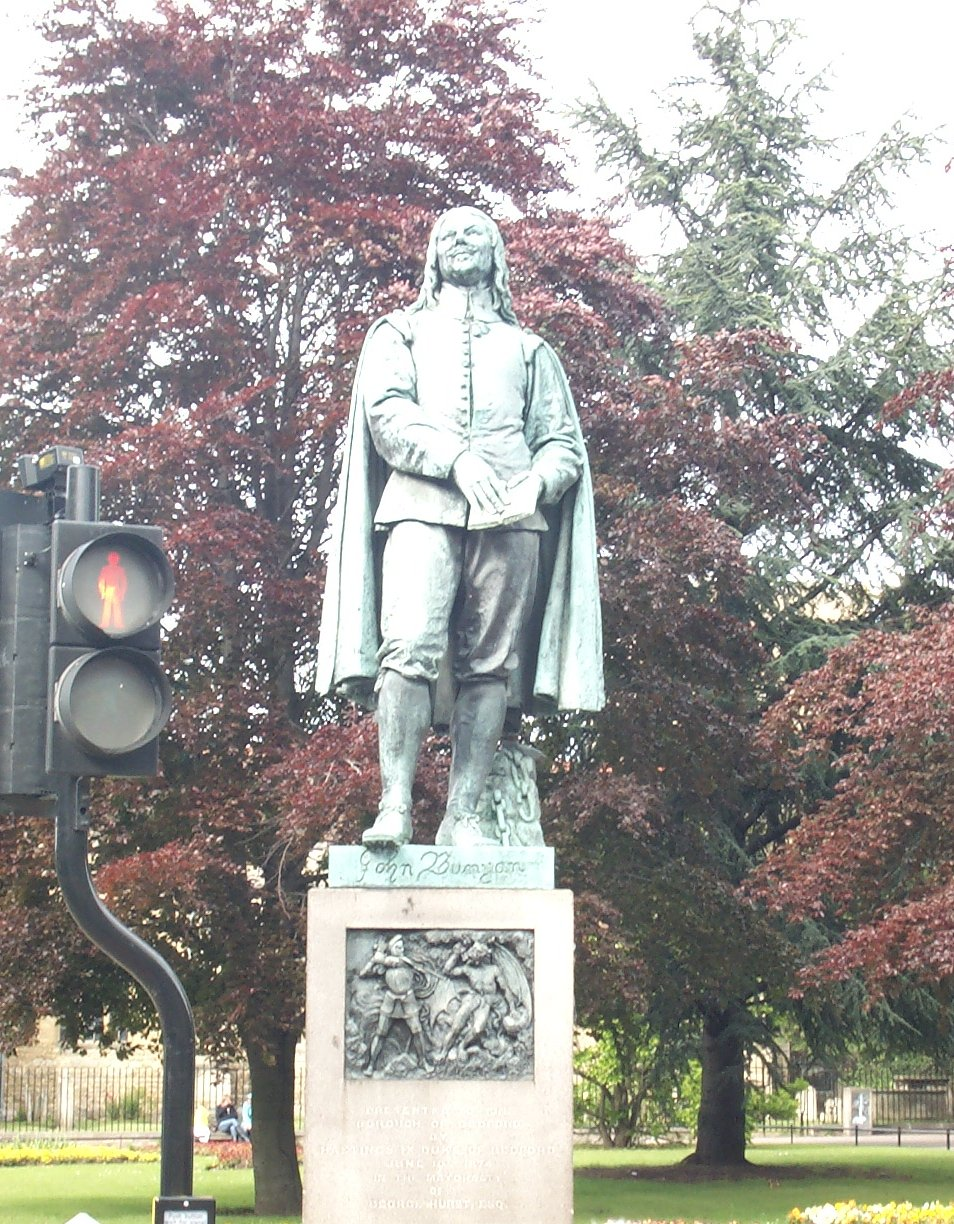
Az író szobra Bedfordban, Josef Edgar Böhm osztrák szobrász (1834-1890) műve

- A Discourse Upon the Pharisee and the Publican, reprinted by Diggory Press, ISBN 978-1-84685-778-2
- A Few Sighs from Hell, or the Groans of a Damned Soul, reprinted by Diggory Press, ISBN 978-1-84685-727-0
- Christ a Complete Saviour (The Intercession of Christ And Who Are Privileged in It), reprinted by Diggory Press, ISBN 978-1-84685-670-9
- Come and Welcome to Jesus Christ, reprinted by Diggory Press, ISBN 978-1-84685-774-4
- Grace abounding to the Chief of Sinners, reprinted by Diggory Press, ISBN 978-1-84685-777-5
- No Way to Heaven But By Jesus Christ, reprinted by Diggory Press, ISBN 978-1-84685-780-5
- Of Antichrist and His Ruin, reprinted by Diggory Press, ISBN 978-1-84685-729-4
- Praying with the Spirit and with Understanding too, reprinted by Diggory Press, ISBN 978-1-84685-638-9
- Saved by Grace, reprinted by Diggory Press, ISBN 978-1-84685-779-9
- Seasonal Counsel or Suffering Saints in the Furnace – Advice to Persecuted Christians in Their Trials & Tribulations, reprinted by Diggory Press, ISBN 978-1-84685-733-1
- The Doom and Downfall of the Fruitless Professor (Or The Barren Fig Tree), preprinted by Diggory Press, ISBN 978-1-84685-732-4
- The End of the World, The Resurrection of the Dead and Eternal Judgment, reprinted by Diggory Press, ISBN 978-1-84685-736-2
- The Fear of God – What it is, and what is it is not, reprinted by Diggory Press, ISBN 978-1-84685-775-1
- The Greatness of the Soul and Unspeakableness of its Loss Thereof, ISBN 978-1-84685-734-8
- The Heavenly Footman, reprinted by Diggory Press, ISBN 978-1-84685-728-7
- The Holy City or the New Jerusalem, reprinted by Diggory Press, ISBN 978-1-84685-776-8
- The Holy War – The Losing and Taking Again of the Town of Man-soul (The Holy War Made by Shaddai upon Diabolus, for the Regaining of the World), reprinted by Diggory Press, ISBN 978-1-84685-783-6
- The Life and Death of Mr Badman, reprinted by Diggory Press, ISBN 978-1-84685-735-5
- The Pilgrim's Progress
- The Saint's Knowledge of Christ's Love, or The Unsearchable Riches of Christ, reprinted by Diggory Press, ISBN 978-1-84685-669-3
- The Strait Gate, Great Difficulty of Going to Heaven, reprinted by Diggory Press, ISBN 978-1-84685-671-6
- The Water of Life or The Richness and Glory of the Gospel, reprinted by Diggory Press, ISBN 978-1-84685-731-7
- The Work of Jesus Christ as an Advocate, reprinted by Diggory Press, ISBN 978-1-84685-730-0
- Walking so as to Please God, reprinted by Diggory Press, ISBN 978-1-84685-724-9

## Magyarul
- Keresztyén utazás a' bóldog örökké-valoságra, mellyben, a' meg-térö, és Istent keresö lelkeknek minden állapottya külömb-külömb-féle szép példákban és ábrázatokban le-festetik. Írattatott ángliai nyelven, Bunián János által, mostan pedig annak német nelvre való forditásából, magyarra fordittatott Tordai Sámuel, Szigeti Sámuel által, 1-2.; s.n., Kolozsvár, 1777–1778
- A zarándok útja; ford. B. L.; Hornyánszky-Träger, Pest, 1867
- A zarándok útja a jelenvaló világból az eljövendőbe; ford. Szabadi Béla, 2., jav. kiad; Londoni Vallásos Traktátus-Társulat, Bp., 1907
- Zarándok útja. A jelen való világból a jövőbe; ford. Lőbel János; Keresztyén Könyvesház, Bp., 1922
- Bűvölködő kegyelem a bűnösök közül elsőnek; ford. Czakó Jenő; Bethánia Ny., Bp., 1934
- A szent háború; ford. Czakó Jenő; Primo, Bp., 1989
- Bunyan zarándokútja. T. Mateboer elbeszélése szerint fiataloknak; átdolg., röv. kiad.; Primo, Bp., 1992
- Imádkozom lélekkel és értelemmel; ford. F. Nagy Piroska; Harmat, Bp., 1998
- Mire tanít a természet. Versek fiúknak, lányoknak; ford. Jánosházy György; Koinónia, Cluj [Kolozsvár], 2001
- A zarándok útja; ford. Jánosházy György; Koinónia, Kolozsvár, 2005

## Fordítás
- Ez a szócikk részben vagy egészben  a   John Bunyan című angol Wikipédia-szócikk ezen változatának fordításán alapul.  Az eredeti cikk szerkesztőit annak laptörténete sorolja fel. Ez a jelzés csupán a megfogalmazás eredetét és a szerzői jogokat jelzi, nem szolgál a cikkben szereplő információk forrásmegjelöléseként.